# Juliana av Nederländerna
Juliana Louise Emma Marie Wilhelmina, hertiginna av Mecklenburg-Schwerin, född 30 april 1909 i Haag, död 20 mars 2004 på slottet Soestdijk i Baarn, var regerande drottning av Nederländerna från 1948 till 1980, då hon abdikerade.
Juliana var enda barnet till drottning Vilhelmina av Nederländerna och prins Henrik av Mecklenburg-Schwerin. Hon fick en privat utbildning och studerade internationell rätt vid universitetet i Leiden. 1937 gifte hon sig med prins Bernhard av Lippe-Biesterfeld med vilken hon fick fyra döttrar: Beatrix, Irene, Margriet och Christina. Under den tyska invasionen av Nederländerna under andra världskriget evakuerades kungafamiljen till Storbritannien. Juliana flyttade sedan till Kanada med sina barn, medan Vilhelmina och Bernhard stannade kvar i Storbritannien. Kungafamiljen återvände till Nederländerna efter befrielsen 1945.
På grund av Vilhelminas sviktande hälsa tog Juliana över de kungliga plikterna kort 1947 och 1948. I september 1948 abdikerade Vilhelmina och Juliana besteg den nederländska tronen. Hennes regeringstid såg avkoloniseringen och självständigheten av Nederländska Ostindien (nuvarande Indonesien) och Surinam. Trots en rad kontroverser som involverade kungafamiljen förblev Juliana en populär figur bland holländarna.
I april 1980 abdikerade Juliana till förmån för sin äldsta dotter Beatrix. Vid sin död 2004 vid 94 års ålder var hon den längst levande tidigare regerande monarken i världen.

## Biografi

### Barndom och utbildning

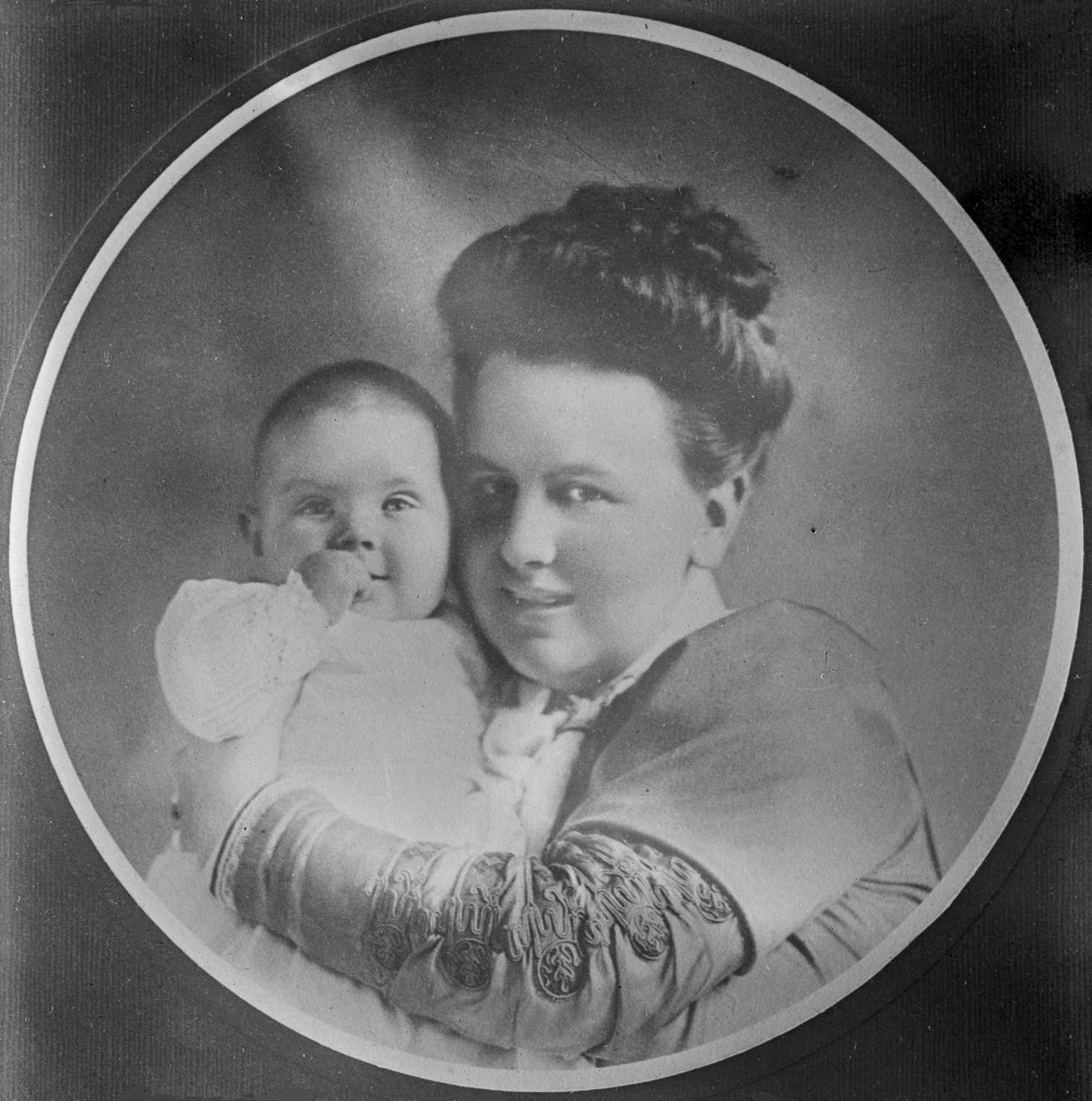
29-åriga drottning Vilhelmina med den efterlängtade tronarvingen, prinsessan Juliana

I slutet av 1908 meddelade ministerpresidenten och inrikesministern Theo Heemskerk att drottning Vilhelmina väntade barn. Folket i Nederländerna var ganska lättade, eftersom hennes äktenskap med prins Henrik av Mecklenburg-Schwerin fortfarande var barnlöst sedan 7 år tillbaka. Efter ett missfall 1901, följt av en livshotande sjukdom 1902 med ytterligare ett missfall och ett tredje 1906, fanns det stor rädsla för att det inte skulle bli någon tronarvinge. Under andra hälften av april 1909 gick det mer än ett falskt rykte om att ett barn hade fötts. Slutligen föddes Juliana den 30 april i Noordeindepalatset i Haag. Rapporten till media gjordes på högtidlig franska. Nästa dag lämnade fadern in civilregisterdeklarationen. Hon var den första holländska kungliga bebisen sedan Vilhelmina själv föddes 1880. 
Efter några veckor offentliggjordes prinsessans namn:
- Juliana, uppkallad efter Juliana av Stolberg, mor till Vilhelm I av Oranien
- Louise, efter Louise de Coligny, hustru till Vilhelm I av Oranien[2]
- Emma, efter drottning Emma, mormor
- Marie, efter Marie av Schwarzburg-Rudolstadt, farmor
- Vilhelmina, efter modern

Det officiella smeknamnet blev Juliana, medan hennes mamma ofta kallade henne junior, och hennes informella smeknamn var Jula.
Drottningens närmaste släkting var prins Heinrich XXXII Reuss av Köstritz, vars nära band till Tyskland gjorde honom impopulär i Nederländerna. Julianas födelse säkrade därmed kungafamiljens överlevnad. Hennes mamma drabbades av ytterligare två missfall efter hennes födelse och Juliana förblev kungaparets enda barn. Enligt flera källor var Juliana glad över att vara ensambarn eftersom det innebar att hon inte behövde kämpa för uppmärksamhet.
Juliana tillbringade sin barndom på slottet Het Loo i Apeldoorn, och på slotten Noordeinde och Huis ten Bosch i Haag. Hennes ställning som Nederländernas enda tronarvinge utan ersättare gjorde att hon överbeskyddades under sin uppväxt och till exempel tvingades bära handskar utomhus för att inte riskera att röra vid en giftig växt. En liten skolklass bildades på Noordeinde på inrådan av pedagogen Jan Ligthart så att prinsessan från sex års ålder kunde få sin grundutbildning med barn i sin egen ålder. Dessa barn var baronessan Elise Bentinck, baronessan Elisabeth van Hardenbroek och Jonkvrouwe Miek (Mary) de Jonge.
Eftersom den nederländska konstitutionen specificerade att prinsessan Juliana skulle vara redo att efterträda tronen vid arton års ålder, fortsatte hennes utbildning i snabbare takt än för de flesta barn. Efter fem års grundutbildning fick prinsessan sin gymnasieutbildning från privata handledare. Drottning Vilhelmina tyckte att det var mycket viktigt att Juliana skulle vara tillräckligt utrustad vid arton års ålder för att kunna ta över kungadömet omedelbart om det behövdes. Läroplanen innehöll den normala läroplanen, kompletterad med måleri, fiol och sånglektioner, men också med ämnen som ansågs viktiga för henne som framtida statschef, såsom kunskap om Indonesien och etnologi. Det fanns ingen formell tentamen och läroplanen uppfyllde därför inte kraven för tillträde till ett universitet. 
År 1922 ändrades tronföljden, med Juliana som hennes mors enda efterträdare. Från sin artonde födelsedag fick Juliana ett årligt statligt bidrag på 200 000 gulden och tillgång till Kneuterdijk-palatset. Men hon fortsatte att bo hos sin mamma.
Den 30 april 1927 firade prinsessan Juliana sin artonde födelsedag. Enligt konstitutionen hade hon officiellt blivit myndig och hade rätt att anta det kungliga privilegiet, om det var nödvändigt. Två dagar senare installerade hennes mamma henne i "Raad van State" ("Statsrådet"). Hon demonstrerade sin självständighet genom att mot sin mors vilja klippa av sig håret i den då moderna singlade stilen
Det var Julianas egen önskan att fortsätta sina studier efter gymnasiet. Hon flyttade till Katwijk för att följa en förkortad studie vid universitetet i Leiden, trots bristen på rätt skolexamen, som var helt fokuserad på uppgiften. Hon var den första av huset Oranien som studerade vid ett universitet.
Samma år registrerade prinsessan sig som student vid universitetet i Leiden. Under sina första år på universitetet deltog hon i föreläsningar i sociologi, rättsvetenskap, nationalekonomi, religionshistoria, parlamentarisk historia, statsrätt, fenomenologi, sinologi, slaviska språk, germansk mytologi, franska och nederländska. Under sina studier deltog hon också i föreläsningar om Surinams och Nederländska Antillernas kulturer, internationella frågor, internationell rätt, historia och europeisk unionsrätt. 
Juliana behövde inte tentera, men som "åhörare" fick hon göra muntlig tentamen. En av dessa sköttes av poeten och professorn i nederländsk litteratur Albert Verwey. Hon avslutade studierna den 31 januari 1930 med ett hedersdoktorat, vilket inte kräver någon formell tidigare utbildning. Humanisten och kulturhistorikern Johan Huizinga var hennes handledare för hedersdoktoratet. Hon tog examen från universitetet 1930 med en kandidatexamen i internationell rätt. Hon undervisades i grekisk litteratur av Sophia Antoniadis, universitetets första kvinnliga professor. Under sina studier bodde Juliana i en delad lägenhet med andra kvinnliga studenter och ansåg senare att denna fas av hennes liv, där hon kunde delta i det normala samhällslivet, var en av hennes lyckligaste.
Den 12 juni 1927 konfirmerades Juliana som medlem i den nederländska reformerta kyrkan.
1931 blev Bonne de Jonge generalguvernör över Nederländska Ostindien. Han var far till en vän till Juliana och före avresan till Jakarta föreslog han den dåvarande ordföranden för ministerrådet Charles Ruijs de Beerenbrouck att Juliana skulle besöka Nederländska Ostindien. Av praktiska skäl ställde de Jonge som villkor att den personliga vägledningen från Nederländerna skulle vara minimal. Ruijs de Beerenbrouck gick genast med på det, men Vilhelmina stoppade planerna. Hon var rädd att Juliana skulle drabbas av en sjukdom och tyckte också att landet var för långt borta. Juliana skulle så småningom se den nu tidigare kolonin för första gången många år senare under president Suharto.
Hennes far prins Henrik var hjärtsjuk och dog 1934 vid 58 års ålder. Juliana avsade sig sitt arv eftersom skulderna var högre än förmögenheten. Hon tog dock över hans ordförandeskap i nederländska Röda korset. Hennes far lämnade henne också en halvbror född utanför äktenskapet, Pim Lier (1918–2015).

### Äktenskap

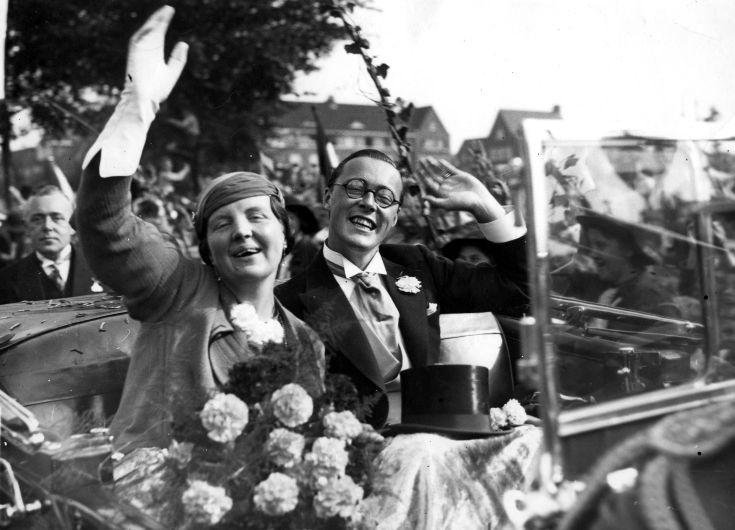
Prinsessan Juliana och prins Bernhard firar förlovningen i Amsterdam

I början av 1930-talet började drottning Vilhelmina leta efter en lämplig make till sin dotter för att säkra tronföljden. Vid den tiden var huset Nassau-Oranien en av de mest strikt religiösa kungliga familjerna i världen och det var mycket svårt att hitta en prins som passade deras standard: protestant, utlänning, ebenbürtig och del av ett kungahus som hade styrt åtminstone fram till 1918. I sökandet använde Vilhelmina Almanach de Gotha. Den holländska diplomatiska kåren fick i uppdrag att välja ut kandidater att presenteras för henne. Kriterierna var att de skulle vara adliga eller kungliga protestanter utan maktanspråk. Prinsessan Alice av Albany, en kusin till Vilhelmina, försökte hjälpa Juliana att hitta en lämplig äktenskapspartner genom baler i London, men Juliana blev plötsligt tvungen att avbryta besöket efter faderns död 1934.
Senare samma år var hon tillbaka för att träffa prins Carl jr av Sverige på en arrangerad sammankomst. Utrikesminister De Graeff skrev till det holländska sändebudet i Berlin: "Prinsessan fruktansvärt klädd. Öppen diskussion och häftig ordväxling om detta med prinsessan Alice som tvår sina händer angående HKH. Prinsessan kommer försent överallt (...), attityd och utseende under all kritik etc. etc. (...) Prins Carl tittar på HKH, rapporterades det, som om han var tvungen att svälja en sked ricinolja. "Håller du med mig om att äktenskap med tyska prinsar nu är oönskat?", frågade Wilhelmina sedan sina rådgivare. Svaret var skoningslöst: "Beggars are no choosers". En annan kandidat som tidigt presenterades var prins Sigvard av Sverige. Juliana uppges ha funnit hela tilltaget förödmjukande och uppträdde avvisande. "Kronprinsessan Juliana var en vacker kvinna, men inte särskilt attraktiv i machoadelns ögon", sammanfattar historikern och journalisten Christoph Driessen.
Så småningom uttryckte den tyska prinsen Bernhard av Lippe-Biesterfeld, som kom från fattig adel, och som var hon var släkt med på långt håll genom prins Lebrecht av Anhalt-Zeitz-Hoym (1669-1727), sitt intresse på eget initiativ. Juliana träffade honom första gången den 11 februari 1936 i Igls under de olympiska spelen i Bayern. Bernhard hade åkt dit för att uppvakta henne. Efteråt träffades de vid påsk och pingst i slottet Het Loo. Nästa möte var den 11 juli i Apeldoorn där Bernhard bad henne – utan framgång – att gifta sig med henne. Juliana gav som anledning till sitt avslag att de fortfarande kände varandra för dåligt, men hon visade intresse och redan en månad senare kallades han ett möte i Schweiz för att diskutera äktenskapskontraktet. Med tanke på Julianas relativt höga ålder - hon var nu 26 år gammal - och eftersom hon inte var ett attraktivt parti för många andra kandidater, lämnade situationen inte mycket val, enligt Vilhelmina. Sökandet hade pågått i nästan sju år och hade påverkat Julianas självförtroende. Drottning Vilhelmina, då den rikaste kvinnan i världen, lämnade inget åt slumpen. Vilhelmina lät sina advokater upprätta ett äktenskapsförord som specificerade exakt vad den tyskfödde prinsen kunde och inte kunde göra, och vilka pengar han skulle få från staten. Den 15 augusti, direkt efter de framgångsrika förhandlingarna, gick Juliana med på en förlovning. Juliana och Bernhard hade träffats i ungefär fjorton dagar, uppdelade på fem möten.

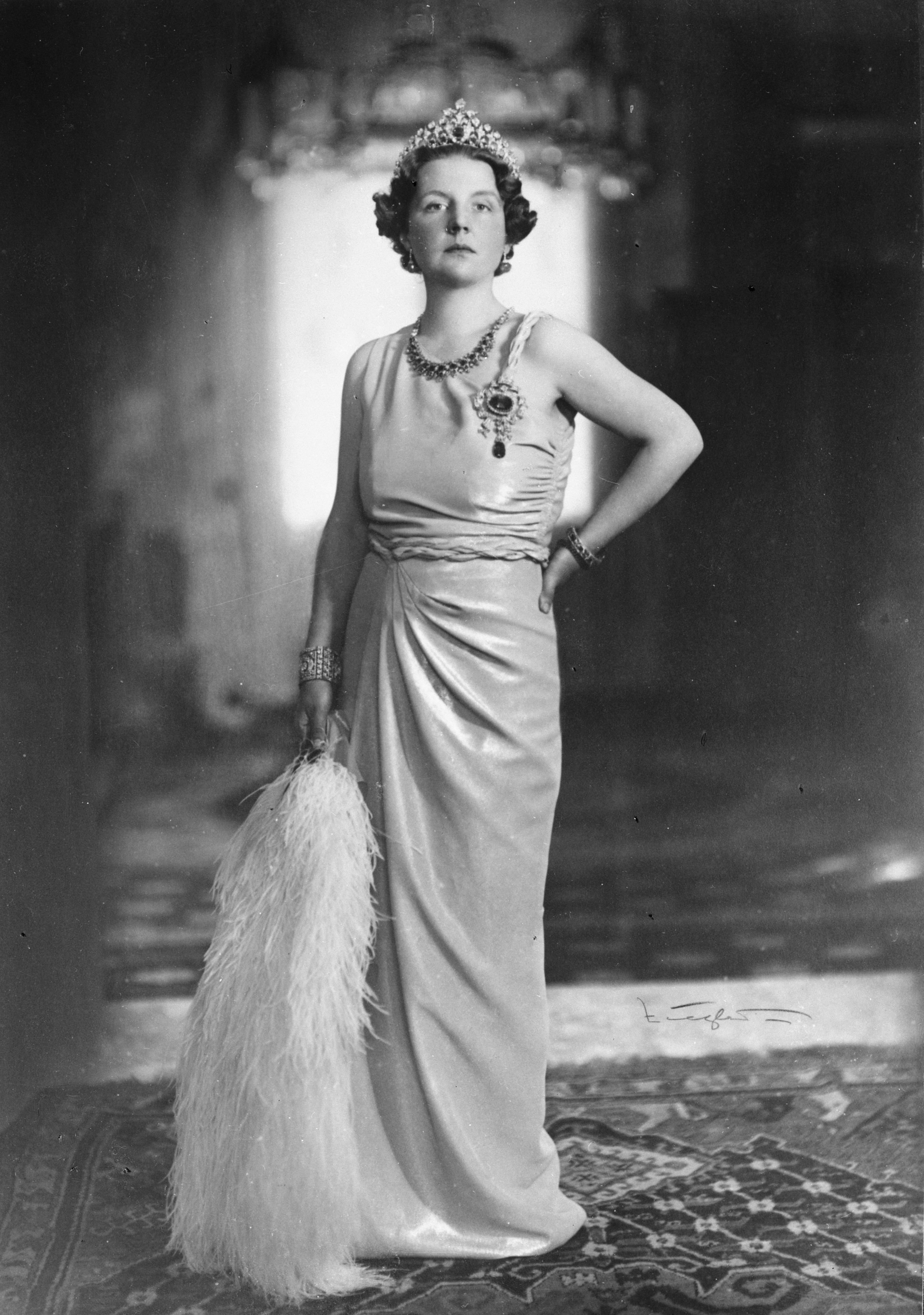
Officiellt porträtt av prinsessan Juliana 1937.

Förlovningen hölls hemlig tills vidare. Man kom överens om att Bernhard först skulle komma till Nederländerna för att lära sig det nederländska språket och lära känna kulturen i tre månader. Juliana och Bernhard skulle då ha gott om möjligheter att lära känna varandra bättre. Om paret fortfarande ville stanna tillsammans skulle åtagandet offentliggöras i slutet av det året. Dagstidningen De Telegraaf nämnde dock i morgonutgåvan den 20 augusti att en viss tysk prins von Schaumburg-Lippe förekom i prinsessans sällskap. I kvällsutgåvan samma dag fanns ett foto av Juliana i sällskap med flera personer, inklusive Bernhard. Bildtexten nämnde dock inte specifikt någon vid namn. Vilhelmina kände sig tvungen att tidigarelägga tillkännagivandet av förlovningen avsevärt och den 8 september 1936 följde tillkännagivandet. Förlovningen ledde till en glädjevåg i Nederländerna, då dominerad av en ekonomisk kris.
Nyheten om bröllopet delade Nederländerna som misstrodde Tyskland under Adolf Hitler. Före bröllopet, den 24 november 1936, fick prins Bernhard nederländskt medborgarskap och ändrade stavningen av sina namn från tyska till nederländska. De gifte sig i Haag den 7 januari 1937, det datum då prinsessan Julianas farföräldrar, kung Vilhelm III av Nederländerna och drottning Emma, hade gift sig femtioåtta år tidigare. Den borgerliga ceremonin hölls i rådhuset i Haag och äktenskapet välsignades i den stora kyrkan (St. Jacobskerk), som också ligger i Haag. 
Bröllopet 1937 höll på att orsaka en diplomatisk skandal. Flera medlemmar av Bernhards familj och vänner var anhängare till nazisterna, och ett flertal av dem skulle delta i det kungliga bröllopet. Protokollet krävde att den blivande prinsgemålen skulle bjuda in sin statschef, som vid den tiden var Adolf Hitler. Affären resulterade i Vilhelminas åsikt att bröllopet var en strikt familjeaffär. Följaktligen bjöd hon inte in utländska kungligheter om hon inte var personligen bekant med dem. Som ett resultat var Julianas utvalda brudtärnor antingen hennes släktingar eller släktingar till hennes brudgum. Dessa inkluderade hertiginnan Woizlawa Feodora av Mecklenburg-Schwerin (hennes kusin), hertiginnan Thyra av Mecklenburg-Schwerin (hennes syssling), storhertiginnan Kira Kirillovna av Ryssland (hennes brylling), prinsessan Sophie av Sachsen-Weimar-Eisenach (hennes syssling) och två av Bernhards kusiner, prinsessan Sieglinde av Lippe och prinsessan Elisabeth av Lippe.
En bröllopsgåva var den kungliga yachten Piet Hein. Det unga paret flyttade in i slottet Soestdijk i Baarn. Bernhards ankomst i Julianas liv markerade en vändpunkt för henne på många sätt. Han fick Juliana att radikalt bryta med den småborgerliga livsstil som hon hade vuxit upp i. Efter deras smekmånad till Krynica-Zdrój och Zakopane i Polen tog Bernhard med Juliana till de större städerna i Europa för första gången. Hon kom i kontakt med modernt mode och sminkstil, och blev bekant med livet utanför det mindre vardagliga och något stela Nederländerna. Dessutom gick Juliana ner ett dussin kilo i vikt. Bernhard tillhandahöll en osinlig ström av jetsetvänner från hela Europa som kom för att stanna, festa och jaga med det unga paret.
Den första av deras fyra döttrar, prinsessan Beatrix, föddes den 31 januari 1938, följt av prinsessan Irene den 5 augusti 1939.

### Exil i Kanada
Den 12 maj 1940, under Tysklands invasion av Nederländerna under andra världskriget, evakuerades prins Bernhard och prinsessan Juliana till Storbritannien för att följande dag följas av drottning Vilhelmina och den nederländska regeringen, som inrättade en exilregering. Flykten upplevdes som en besvikelse av den nederländska befolkningen, för bara en dag tidigare hade Juliana sagt i en tidning: "Vi kommer aldrig att lämna vår post." Prinsessan stannade där i en månad innan hon tog barnen till Ottawa, Kanadas huvudstad, där hon bodde på Stornoway i förorten Rockcliffe Park. Hennes mor och make stannade kvar i Storbritannien med den nederländska exilregeringen. Juliana besökte USA:s president Franklin D. Roosevelt och hans fru minst åtta gånger och höll sextio tal om kampen mot Adolf Hitlers Tyskland, de så kallade "peptalks". Roosevelt var mycket nöjd med detta, eftersom det stödde honom i hans ansträngningar att vinna den amerikanska kongressen för amerikansk intervention i Europa för att stoppa Hitlers inflytande. Den holländska bataljonen i Stratford hedrades av henne sex gånger med ett besök. Hon fick tre hedersdoktorat från amerikanska universitet.

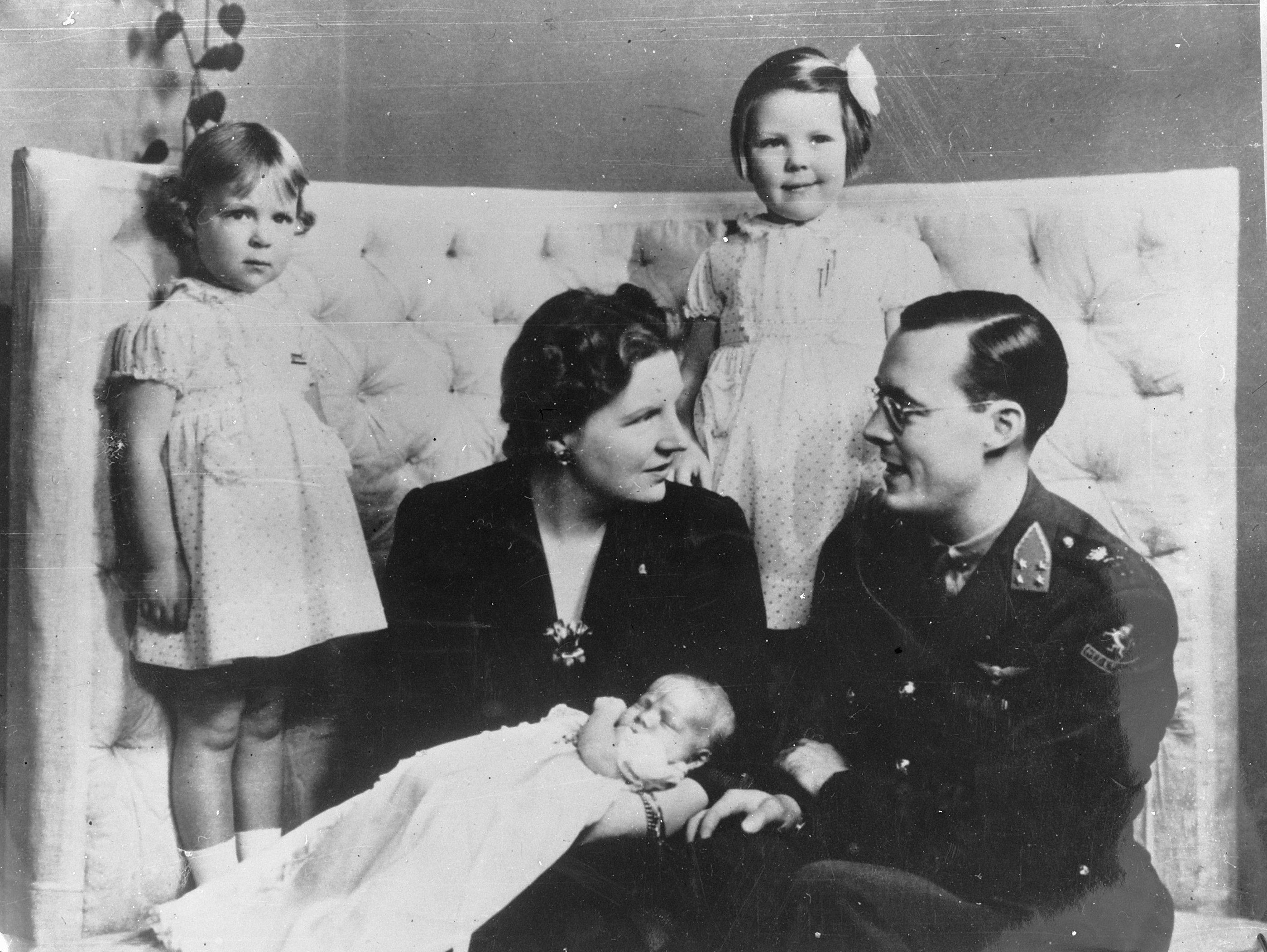
Juliana med make och döttrar i Ottawa 1943

När hennes tredje barn, prinsessan Margriet, föddes den 19 januari 1943 gav generalguvernör Lord Athlone kunglig sanktion till en särskild lag som förklarade prinsessan Julianas rum på Ottawa Civic Hospital vara extraterritoriella för att barnet skulle ha uteslutande nederländskt och inte dubbelt medborgarskap. Om dessa arrangemang inte hade gjorts skulle prinsessan Margriet inte vara del av tronföljden. Den kanadensiska regeringen hissade den holländska trikolorflaggan på parlamentets fredstorn medan dess klockspel spelade holländsk musik vid nyheten om prinsessan Margriets födelse. Prins Bernhard, som hade stannat kvar i London för att hjälpa sin svärmor drottning Vilhelmina och regeringen med att verka i exil, kunde besöka sin familj i Kanada och vara där för Margriets födelse. 
Prinsessan Julianas genuina värme och gesterna från hennes kanadensiska värdar skapade ett varaktigt band, som förstärktes när kanadensiska soldater kämpade och dog i tusental 1944 och 1945 för att befria Nederländerna från nazisterna. Hon återvände tillsammans med drottning Vilhelmina med ett militärt transportplan till den befriade delen av Nederländerna den 2 maj 1945 och skyndade till Breda för att inrätta en tillfällig nederländsk regering. Väl hemma uttryckte hon sin tacksamhet gentemot Kanada genom att skicka staden Ottawa 100 000 tulpanlökar. Juliana lät resa en talarstol i trä och mässingsplatta i "St. Andrew's Presbyterian Church" som tack för deras gästfrihet under hennes vistelse i Ottawa. Året därpå (1946) donerade Juliana ytterligare 20 500 lökar, med begäran om att en del av dessa skulle planteras på Ottawa Civic Hospital där hon hade fött Margriet. Samtidigt lovade hon Ottawa en årlig gåva av tulpaner under sin livstid för att visa sin varaktiga uppskattning för Kanadas gästfrihet i krigstid. Varje år är Ottawa värd för Canadian Tulip Festival för att fira denna gåva.
Den 2 maj 1945 återvände prinsessan Juliana med sin mor till nederländsk mark. Till en början bodde de i tillfälliga kvarter i Anneville strax söder om Breda. Juliana deltog i efterkrigstidens hjälpoperation för folket i norra delen av landet som hade lidit av svält under hungervintern 1944–1945, vilket hade tagit livet av många av hennes landsmän. Hon var mycket aktiv som ordförande för nederländska Röda korset och arbetade nära den nationella återuppbyggnadsorganisationen. Hennes jordnära sätt gjorde henne så omtyckt av sitt folk att en majoritet av det nederländska folket snart ville att drottning Vilhelmina skulle abdikera till förmån för sin dotter. Våren 1946 besökte prinsessan Juliana och prins Bernhard de länder som hjälpt Nederländerna under ockupationen. På ett personligt plan säkerställde de "kanadensiska" åren hennes självständighet - mot sin mor och make. Före 1940 hade hon alltid varit som en liten flicka som hängde efter sin mor och make. Bernhard skulle under senare år regelbundet påpeka att Juliana hade blivit mycket mer av en självständig kvinna när hon återvände från Kanada: en erfaren mor, en kvinna som vågade stå på egna ben och framför allt hade kommit ut ur skuggan av sin mor.
Under graviditeten med sitt sista barn, Marijke Christina, fick prinsessan Juliana röda hund. Flickan föddes 1947 med grå starr på båda ögonen och diagnostiserades snart som nästan helt blind på ena ögat och kraftigt begränsad på det andra. Trots sin blindhet var Christina, som hon kallades, ett lyckligt och begåvat barn med språkbegåvning och öra för musik. Med tiden, och med framsteg inom medicinsk teknik, förbättrades hennes syn så att hon med tjocka glasögon kunde gå i skolan och till och med cykla. Men innan det hände kom hennes mor, som klamrade sig fast vid varje tråd som erbjöd något hopp om botemedel, under starkt inflytande av Greet Hofmans, en helbrägdagörare med heterodoxa övertygelser, som av "hennes många motståndare" ansågs vara en bluff.

## Styre

### Regentskap och tidig regeringstid

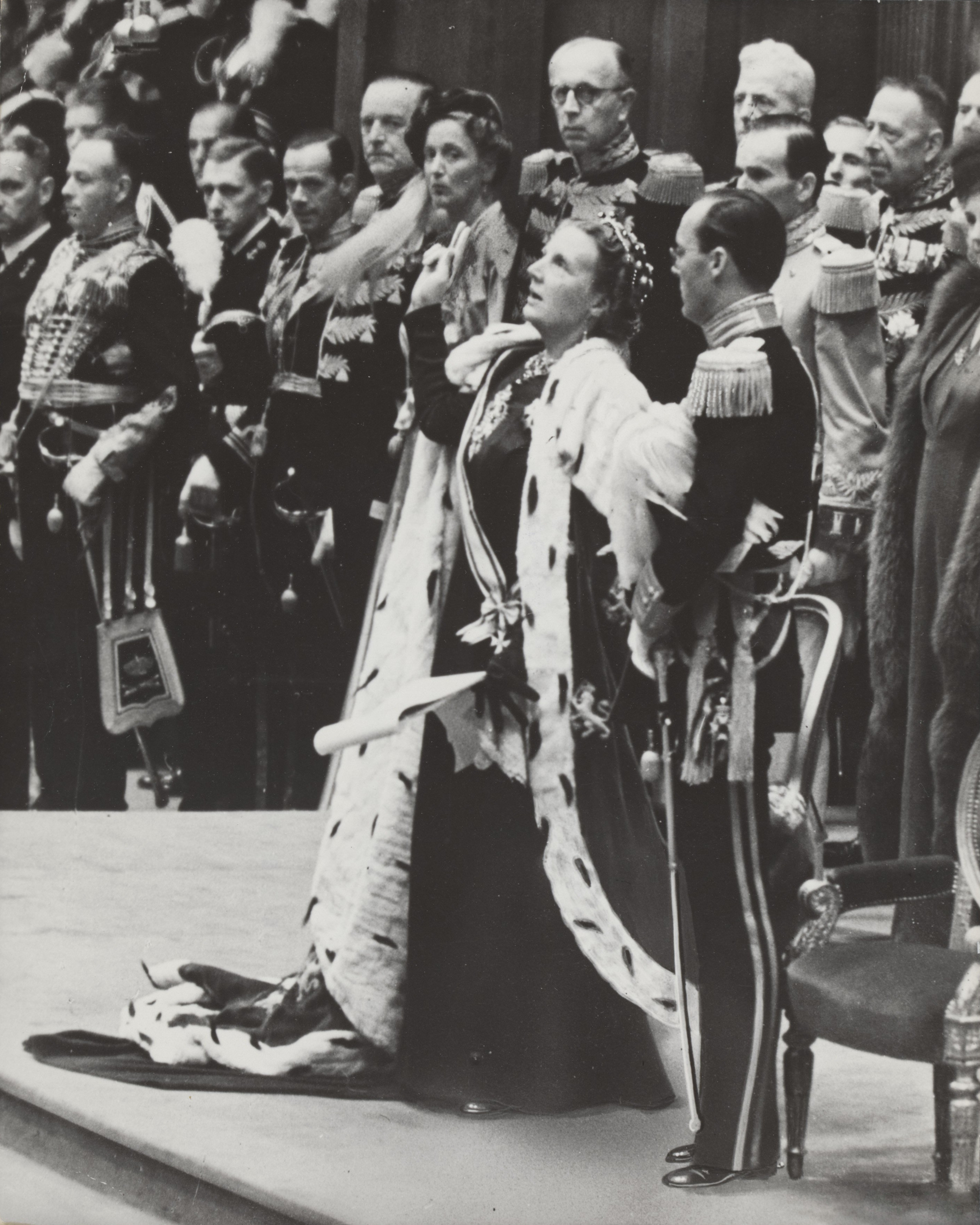
Juliana svär eden som ny drottning den 6 september 1948.

Vilhelminas alltmer osäkra hälsa gjorde det allt svårare för henne att utföra sina uppgifter. Juliana tvingades ta över som regent från 14 oktober till 1 december 1947. Vilhelmina övervägde allvarligt att abdikera till förmån för Juliana i slutet av 1947, men Juliana uppmanade sin mor att stanna kvar på tronen så att hon kunde fira sitt guldjubileum 1948. Vilhelmina tvingades dock på grund av ytterligare hälsoproblem att avstå från sina kungliga plikter till Juliana igen den 4 maj 1948. Efter att Juliana tog över tronen från sin mamma visade hon sig ha en helt annan stil än modern. Juliana hade inga invändningar mot att tilltalas med fru istället för majestät, det var till och med hennes önskan. Julianas ledigare stil minskade avståndet mellan kungligheterna och människorna. Delvis på grund av detta förblev hon mycket populär fram till sin död. Under Beatrix blev stilen mer monarkisk igen. Juliana fortsatte att bo på Soestdijk, men Huis ten Bosch i Haag inrättades också som ett bostadspalats för henne. Men hon skulle mycket sällan tillbringa natten där.
När Sydafrikas premiärminister Daniel Malan besökte Nederländerna 1949 mottogs han med all respekt i Haag. Juliana tog också emot honom, men hon berättade för honom att hon inte skulle kunna göra ett återbesök i hans land så länge apartheid var officiell politik där. Prins Bernhard hade inga samvetsgranna invändningar. Han besökte Sydafrika flera gånger privat, till exempel för att jaga.
Indonesiens självständighet, som hade mer än 150 000 nederländska trupper stationerade där som avkoloniseringsstyrka, betraktades som en ekonomisk katastrof för Nederländerna, då förlusten minskade rikets yta med 90 %. Med den säkra förlusten av den prisade kolonin meddelade drottningen sin avsikt att abdikera, vilket skedde den 4 september 1948. Två dagar senare svors Juliana in och installerades som monark under en gemensam session av generalstaterna vid en ceremoni som hölls i Nieuwe Kerk i Amsterdam och blev den 12:e medlemmen av huset Oranien att styra Nederländerna. Den 27 december 1949 i Dampalatset i Amsterdam undertecknade drottning Juliana papperna som erkände indonesisk suveränitet över den tidigare nederländska kolonin. Hon blev Hoofd der Unie (Ledare för unionen) i Nederländska-Indonesiska unionen (1949–1956). Den 15 december 1954 meddelade drottningen att landets karibiska besittningar Nederländska Antillerna och Surinam skulle rekonstitueras som konstituerande länder i Konungariket Nederländerna, vilket gjorde dem till likvärdiga partners med moderlandet.
Under sin exil i Nordamerika hade Juliana blivit en beundrare av den amerikanska presidenten Franklin D. Roosevelt och hans ideal om de "fyra friheterna": yttrandefrihet, religion, rädsla och nöd. Efter att ha återvänt till Nederländerna ansåg Juliana inte längre den gamla tidens autokratiska stil lämplig. Hon ansågs vara en "förkämpe för fred med vänsterliberal karisma", enligt internetportalen NiederlandeNet vid universitetet i Münster. Hennes humanistiska världsbild och farväl till traditionella seder formade hennes mandatperiod. Efter andra världskriget återinfördes dödsstraffet i Nederländerna. Totalt 39 personer dömda till döden avrättades i Nederländerna, varav 18 under drottning Julianas regeringstid. Till skillnad från sin mor var Juliana en stark motståndare till dödsstraff och vägrade att underteckna dödsdomar, bland annat mot krigsförbrytaren Willy Lages vars dödsdom omvandlades till livstids fängelse. Som ett resultat kunde bland annat endast 40 av de 154 dödsdomarna mot krigsförbrytare verkställas. "De fyra i Breda" benådades också efter att Juliana hotade att abdikera om hon tvingades gå med på det. 1952 avskaffades dödsstraffet i Nederländerna.

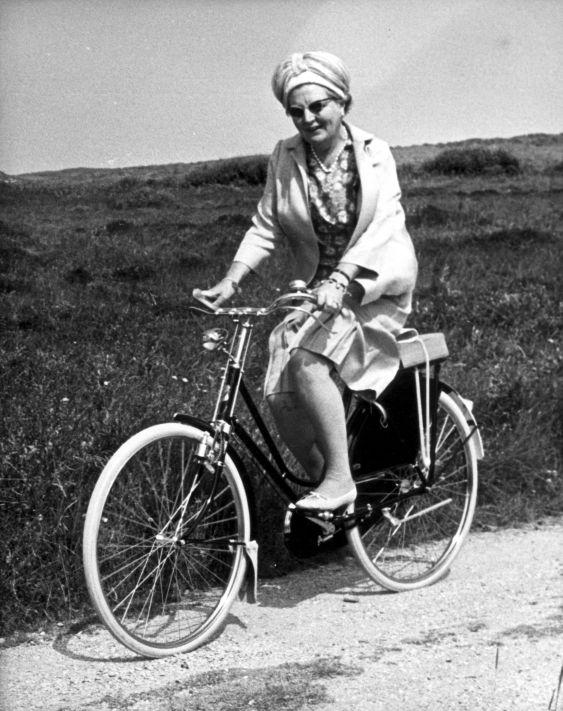
Drottning Juliana på besök i Terschelling 1967.

Dottern Christinas nära blindhet och Greet Hofmans ökande inflytande (hon hade flyttat in i ett av de kungliga palatsen) påverkade allvarligt drottningens äktenskapliga förhållande. Under de närmaste åren utbröt kontroverser kring Hofmans, som till en början hölls borta från nederländska medier, i en nationell debatt om drottningens kompetens. Debatten avtog dock delvis på grund av Julianas ansträngningar att få kontakt med sitt folk. Till en början försökte Juliana föra kungafamiljen närmare medborgarna i sitt land. Idag anses det dock vara en legend att hon ibland gjorde sina egna inköp som cykeldrottning. Ändå avskydde Juliana hövlig hållning och beskrev seden att gå baklänges för att inte vända ryggen mot monarken som "mycket farlig" i en ironisk ton. Hon uppträdde ofta offentligt klädd som vilken vanlig holländsk kvinna som helst, och föredrog att tilltalas som "Mevrouw" (nederländska för "fru") snarare än hennes formella titel "majestät". Hon började också cykla för motion och frisk luft.
Även om cyklandet och det jordnära sättet antydde en enkel livsstil, var det nederländska kungliga hovet på 1950- och 1960-talet fortfarande en överdådig affär med kammarherrar i magnifika uniformer, förgyllda galavagnar, besök i städer i öppna bilar och överdådiga underhållning i de stora palatsen. Samtidigt började drottningen besöka medborgarna i de närliggande städerna och oanmäld dyka upp på sociala institutioner och skolor. På den internationella arenan var drottning Juliana intresserad av utvecklingsländernas problem, flyktingproblemen och särskilt barnskydd i utvecklingsländer. Juliana kom under sin tid många gånger i konflikt med regeringen, vilket utlöste flera konstitutionella kriser. 1952 vägrade hon underteckna regeringens krav på en avrättning av en krigsbrottsling trots att regeringen hotade att avgå, och vann striden. Samma år vägrade hon att hålla de tal mot Östblockets upprustning som regeringen krävde att hon skulle hålla under sitt statsbesök i USA med hänvisning till sina pacifistiska åsikter.
Den 11 juli 1967 besökte Juliana och Bernhard ön Terschelling. I naturreservatet Boschplaat gjorde de en cykeltur. Det förstärkte avsevärt bilden av att Juliana var "så vanlig". Fotot av en cykeldrottning syntes i alla nederländska tidningar och skämtsamt benämndes hennes regeringstid med smeknamnet "cykelmonarki".
Juliana hanterade tio premiärministrar under de 32 år hon var drottning. Under Piet de Jong inrättades den veckovisa samrådstimmen mellan statschef och premiärminister på hans begäran. Hon visade sig vara mycket intresserad av sociala frågor, mer än av finansiella-ekonomiska och försvarsfrågor. I en tv-intervju som hon gav sex år efter sin avgång erkände Juliana att om hon hade fötts in i en civil familj skulle hon förmodligen ha gått vidare till socialt arbete.

### Kriser och glädjeämnen

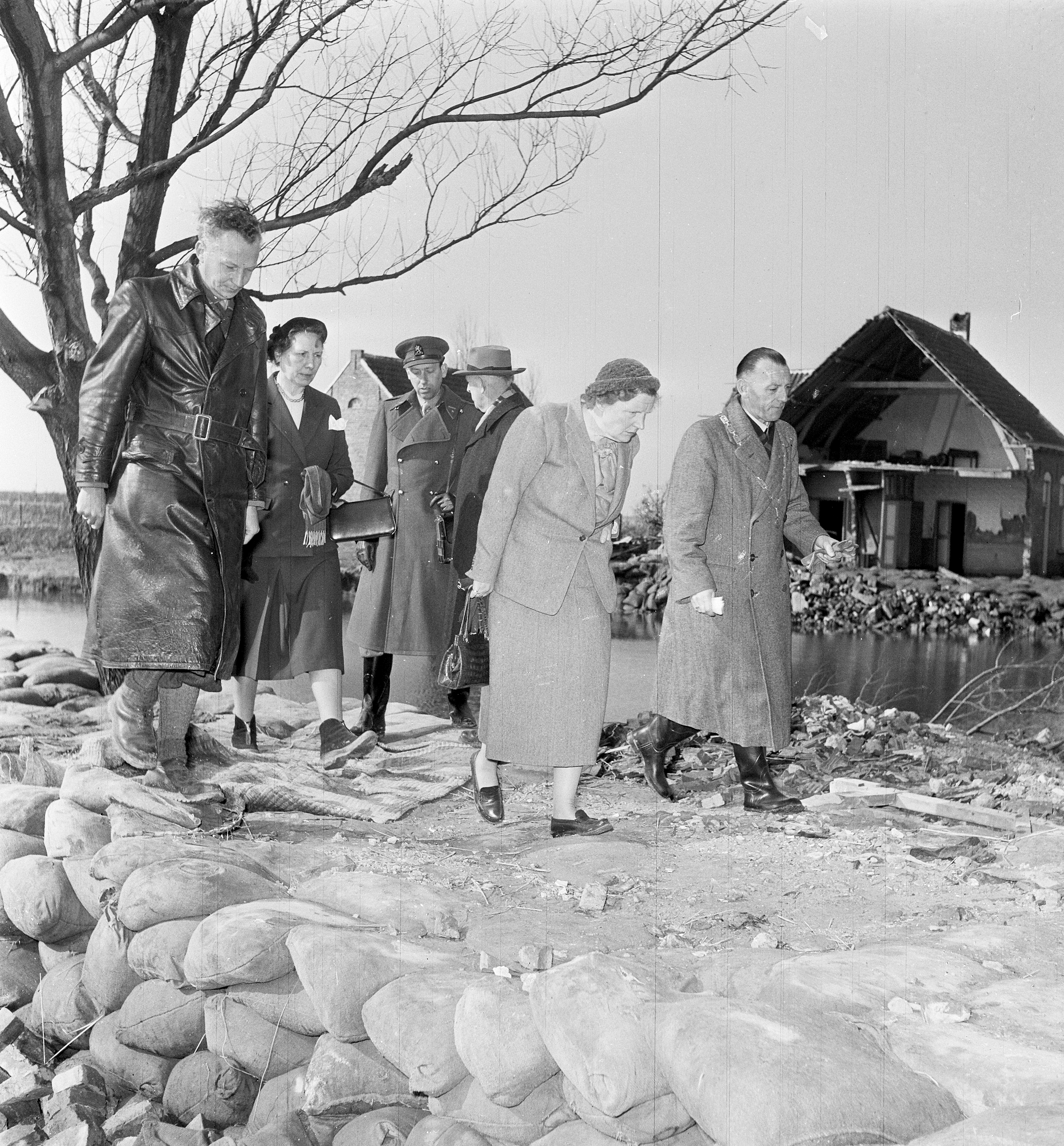
Drottning Juliana inspekterar översvämningens förödelse.

Natten till den 31 januari 1953 drabbades Nederländerna av den mest förödande stormen på mer än femhundra år. På trettio ställen brast fördämningar i sanddyner och vallar och många städer sveptes bort av över 3 m höga stormfloder. Totalt förstördes 89 vallar över ett avstånd av 187 kilometer. Mer än 1800 människor drunknade och tiotusentals fångades av översvämningsvattnet. Klädd i stövlar och en gammal kappa vadade drottning Juliana genom vatten och klafsade genom djup lera i de förstörda områdena för att ge desperata människor mat och kläder. Tillsammans med dottern Beatrix besökte drottningen de drabbade områdena och uttryckte sin solidaritet och uppmuntran till de överlevande. Hennes make, prins Bernhard, använde sina internationella kontakter för att initiera hjälpinsatser. Ännu månader senare besökte drottningen de hemsökta platserna flera gånger, vars restaurering fortfarande pågick. Först hösten 1953 kunde det sista brottet i vallarna stängas. Ett sådant personligt engagemang från en kungafamilj ansågs extraordinärt vid den tiden, men det skulle förbli en stil för Julianas utseende. Genom att visa medkänsla och omtanke, lugna folket, skulle hennes outtröttliga ansträngningar permanent göra henne omtyckt av Nederländernas medborgare. Ändå väckte Julianas beteende också kritik. Chefen för drottningens kabinett, Marie Anne Tellegen, fann att drottningen var för imponerad av vad som hände, för känslomässig och för nära folket.
År 1956 åsamkade Hofmans inflytande på Julianas politiska åsikter nästan monarkin i en konstitutionell kris. Detta fick hovet och kungafamiljen att splittras i en "Bernhard-fraktion", inställd på att avlägsna en drottning som ansågs vara en religiös fanatiker och ett hot mot Nato, och drottningens fromma och pacifistiska hovmän. Premiärminister Willem Drees löste krisen. Juliana förlorade dock mot sin mäktiga make och hans vänner. Hofmans förvisades från hovet och Julianas anhängare avskedades eller pensionerades. Prins Bernhard planerade att skilja sig från sin fru men ångrade sig när han, som han berättade för en amerikansk journalist, "fick reda på att kvinnan fortfarande älskade honom".
Drottning Juliana ställdes inför en annan kris bland sina protestantiska medborgare 1963, när hennes andra dotter Irene i hemlighet konverterade till katolicismen och utan regeringens godkännande den 29 april 1964 gifte sig med prins Carlos Hugo av Bourbon, hertig av Parma, tronkrävare till den spanska tronen och även en ledare i Spaniens Carlistparti. Med tanke på historien om den nederländska kampen för självständighet från det romersk-katolska Spanien, och med fascistiskt tyskt förtryck fortfarande färskt minne hos det nederländska folket, spelades händelserna som ledde till äktenskapet ut i alla tidningar och en storm av fientlighet utbröt mot monarkin för att ha låtit det ske - en fråga så allvarlig att drottningens abdikation blev en verklig möjlighet. Hon överlevde dock tack vare den underliggande hängivenhet hon hade förtjänat genom åren.

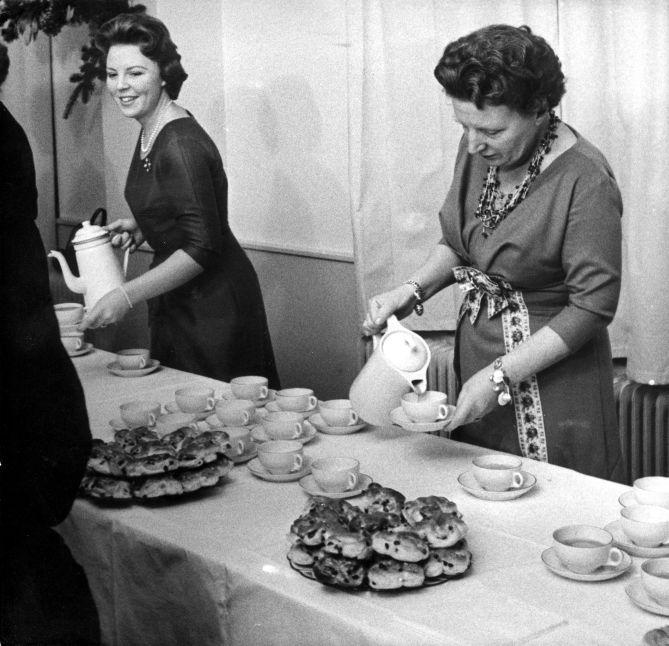
Drottning Juliana och prinsessan Beatrix serverar choklad och bullar till sina anställda julen 1960

En annan kris utvecklades som ett resultat av tillkännagivandet i juli 1965 av förlovningen mellan tronarvingen prinsessan Beatrix och den tyska diplomaten Claus von Amsberg. Den blivande maken till den framtida drottningen hade varit medlem i nazistiska Wehrmacht och Hitlerjugend-rörelsen. Många arga holländska medborgare demonstrerade på gatorna och höll möten och marscher mot den "förrädiska" affären. Även om det den här gången inte fanns några krav på drottningens abdikation - eftersom det verkliga föremålet för folkets vrede, prinsessan Beatrix, då skulle bli drottning - började de ifrågasätta syftet med att ha en monarki alls. Efter att ha försökt få äktenskapet annullerat samtyckte drottning Juliana och äktenskapet ägde rum under en fortsatt storm av protester; en nästan säker attityd genomsyrade landet att prinsessan Beatrix skulle bli den sista medlemmen av huset Oranien som någonsin regerade i Nederländerna. Trots alla dessa svårigheter led drottning Julianas personliga popularitet endast tillfälligt.
Drottning Juliana var känd för sin artighet och vänlighet. I maj 1959 fick till exempel den polsk-amerikanska ufologen George Adamski ett brev från chefen för det Holländska Oidentifierade Flygande Föremålssällskapet, Rey d'Aquilla, i vilket hon informerade Adamski att hon hade kontaktats av drottning Julianas palats och "att drottningen skulle vilja ta emot dig". Adamski informerade en tidning i London om inbjudan, vilket fick hovet och kabinettet att begära att drottningen avbröt sitt möte med Adamski, men drottningen gick vidare med mötet och sa att "En värdinna kan inte smälla igen dörren inför sina gäster." Efter mötet sa ledaren för "Dutch Aeronautical Association" Cornelis Kolff: "Drottningen visade ett extraordinärt intresse för hela ämnet." Den nederländska pressen uttryckte det mer rakt på sak. Enligt tidskriften Time skrev tidningen De Volkskrant: "Den nederländska pressen kunde knappast anklagas för att dölja fakta förra veckan. Återigen hade drottning Julianas svaghet för det preternatural hamnat i rubrikerna: hon hade till palatset bjudit in en knäppskalle från Kalifornien som bland sina vänner räknade män från Mars, Venus och andra närbelägna planeter i solsystemet."
En händelse i april 1967, tack vare en förbättrad nederländsk ekonomi, medförde en över natten vitalisering av kungafamiljen: den första manliga arvingen till den nederländska tronen på 116 år, Willem-Alexander föddes av prinsessan Beatrix. Den här gången var demonstrationerna på gatan av kärlek och entusiasm.

### Senare regeringstid

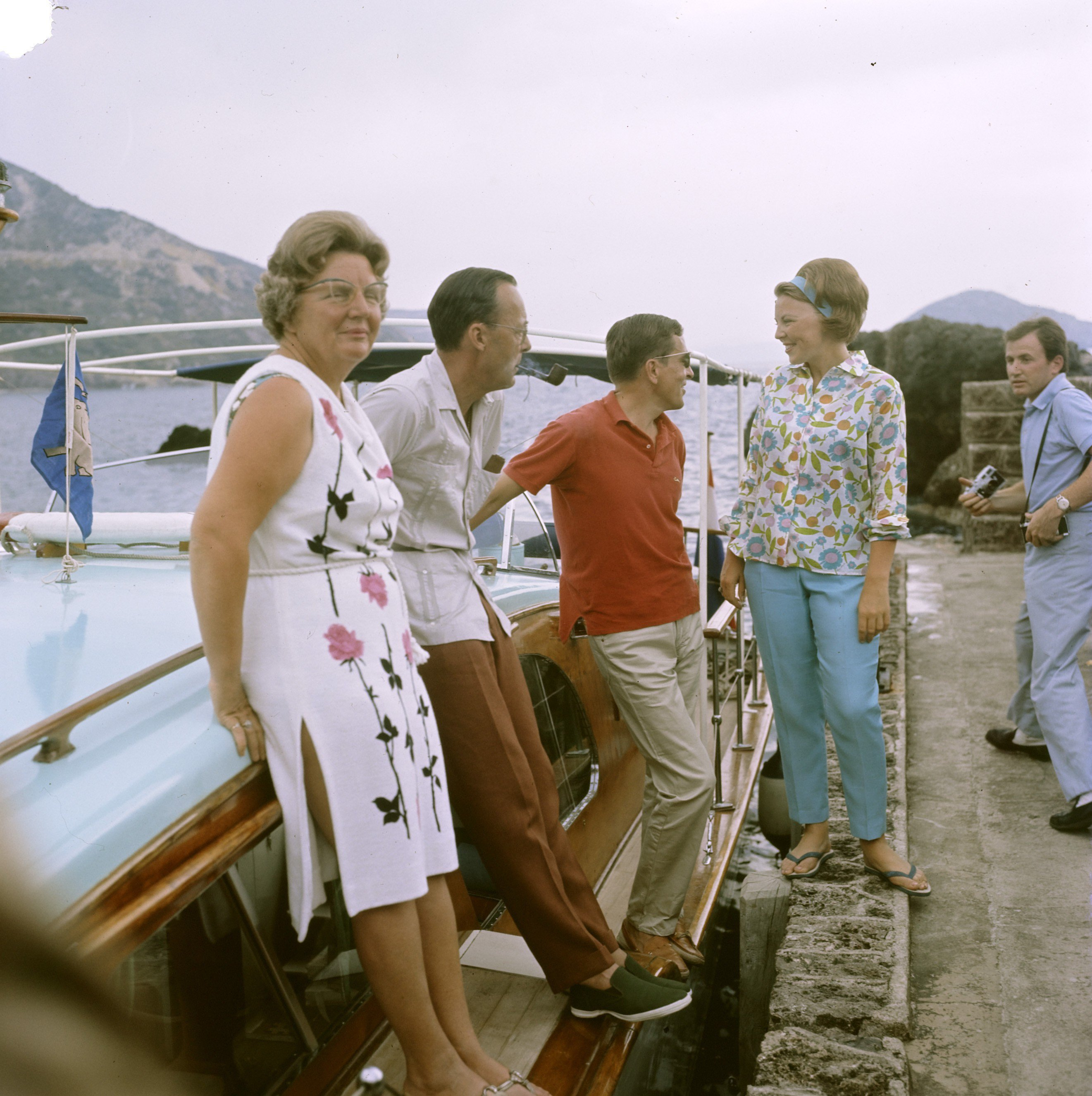
Drottning Juliana, prins Bernhard, prinsessan Beatrix och prins Claus på semester i Porto Ercole.

Våren 1975 arresterades en grupp sydmolucker som konspirerade för att stjäla en tung lastbil och ramma portarna till Soestdijk för att kidnappa drottningen. Tio medlemmar av gruppen greps i ett fordon fullt av skjutvapen. Gruppens påstådda mål var att tvinga den nederländska regeringen att erkänna Republiken Sydmoluckerna (RMS) som en självständig stat och försöka få den indonesiska regeringen att göra detsamma. Sjutton sydmoluckiska ungdomar prövades och dömdes till upp till sex års fängelse. Detta var en av en serie åtgärder för deras sak under 1970 -talet.
Den 25 november 1975 utträdde Surinam ur det nederländska kungariket och blev självständigt. Drottningen representerades vid självständighetsceremonin i Surinams huvudstad Paramaribo av arvtagerskan prinsessan Beatrix och hennes make prins Claus.
Ytterligare en skandal skakade kungafamiljen 1976, när det avslöjades att prins Bernhard hade tagit emot en muta på 1,1 miljoner dollar från den amerikanska flygplanstillverkaren Lockheed Corporation för att påverka den nederländska regeringens köp av stridsflygplan i det som blev känt som Lockheedaffären.
Premiärminister Joop den Uyl beordrade en utredning av affären, allt medan prins Bernhard vägrade att svara på reportrarnas frågor och sade: "Jag står över sådana saker." I stället för att uppmana drottningen att abdikera, var det nederländska folket den här gången rädda för att deras älskade Juliana skulle abdikera av skam eller på grund av ett straffrättsligt åtal som genomfördes i hennes namn mot hennes gemål.
Den 26 augusti 1976 släpptes en censurerad och nedtonad men förödande rapport om prins Bernhards verksamhet till en chockad nederländsk allmänhet. Prinsen avgick från sina olika högprofilerade positioner som admiral, general och generalinspektör för de väpnade styrkorna. Han avgick från sina positioner i styrelserna för många företag, välgörenhetsorganisationer, Världsnaturfonden WWF och andra institutioner. Prinsen accepterade också att han skulle behöva ge upp att bära sina älskade uniformer. I gengäld accepterade generalstaterna att det inte skulle bli något straffrättsligt åtal.

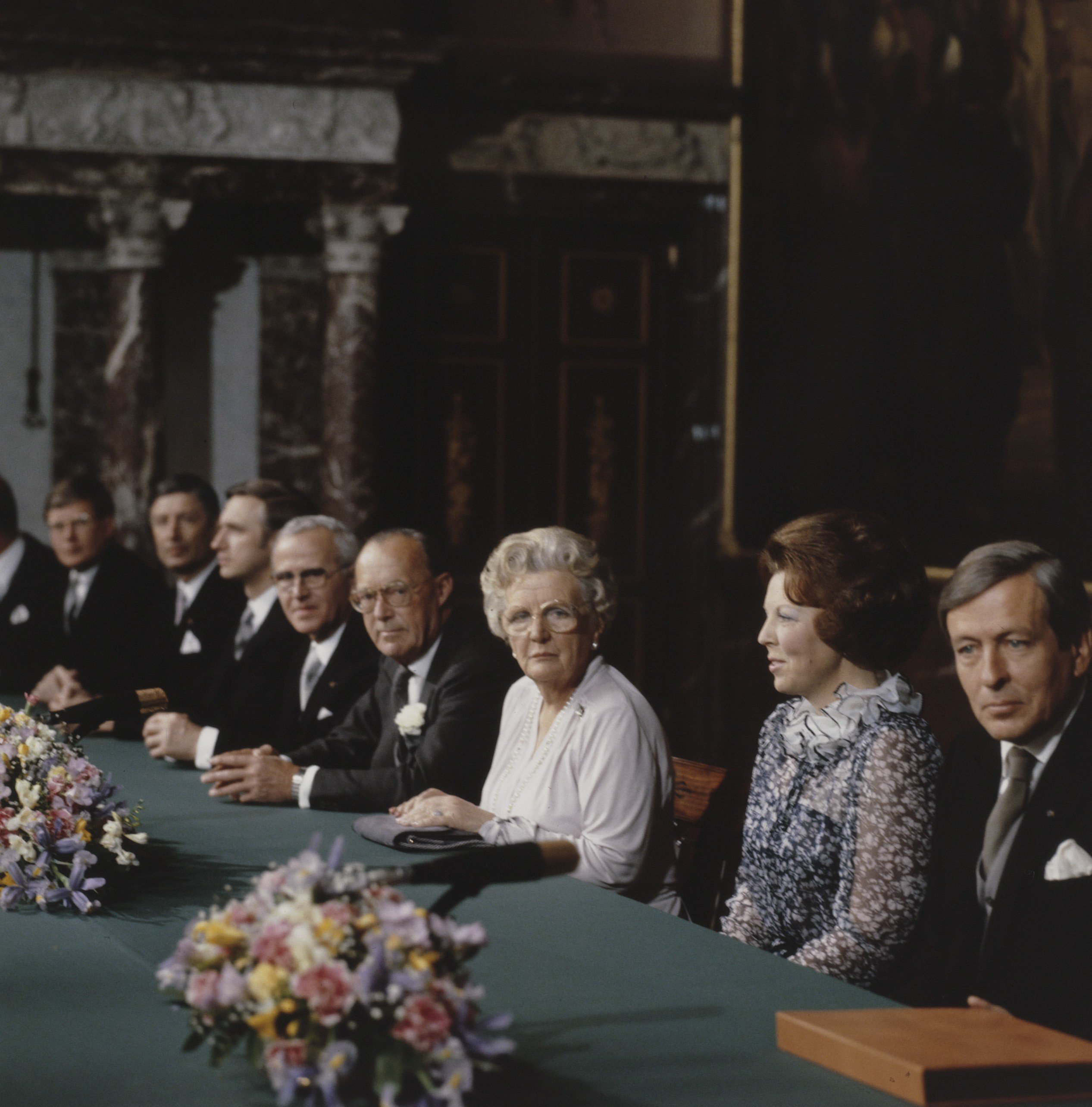
Drottning Juliana på sin abdikationsdag 1980

På sitt silverjubileum 1973 donerade drottning Juliana alla pengar som hade samlats in av National Silver Jubilee Committee till organisationer för barn i nöd över hela världen. Hon donerade gåvan från nationen som hon fick på sin sjuttioårsdag 1979 till "Barnets år". Som regerande europeisk monark tilldelades hon Strumpebandsorden som den 922:e invalda 1958.
På kvällen den 31 januari 1980 (dottern Beatrixs 42-årsdag) meddelade Juliana i ett TV-tal på bästa sändningstid att hon skulle abdikera den 30 april 1980. Därefter skulle hon inte längre bära titeln drottning, utan prinsessa. Den 30 april 1980, på sin 71-årsdag, abdikerade drottning Juliana och hennes äldsta dotter efterträdde henne. Juliana förblev aktiv i många välgörande ändamål fram till långt upp i åttioåren.
Drottning Juliana var mycket fäst i Monte Argentario i Toscana, en favoritplats för den nederländska kungafamiljen under deras sommarlov i mer än 40 år.

## Sjukdom och död
Från mitten av 1990-talet försämrades drottning Julianas hälsa i och med att hon drabbades av demens. Senaste gången hon visade sig offentligt var i maj 1998 vid sitt barnbarn prins Maurits bröllop. På order av kungafamiljens läkare placerades Juliana under 24-timmarsvård. Prins Bernhard sa i en tv-intervju 2001 att den tidigare drottningen inte längre kunde känna igen sin familj och att hon hade lidit av Alzheimers sjukdom i flera år.
Drottning Juliana avled i sömnen den 20 mars 2004 vid 94 års ålder på Soestdijk i Baarn från komplikationer av lunginflammation, på dagen sjuttio år efter sin mormor drottning Emma. Hon balsamerades till skillnad från sin mor Vilhelmina, som valde att inte vara det, och begravdes den 30 mars 2004 bredvid sin mor i de kungliga valven under Nieuwe Kerk i Delft. Minnesstunden uppmärksammade hennes ekumeniska och ofta mycket personliga åsikter i religionsfrågor offentliga. En pastor sa i sin predikan att den avlidna prinsessan var intresserad av alla religioner och reinkarnation. Julianas make prins Bernhard dog ungefär nio månader senare, 93 år gammal, den 1 december 2004. Hans kvarlevor placerades bredvid hennes.
År 2009 hölls en utställning med porträtt av Juliana och föremål från hennes liv på slottet Het Loo för att markera hundraårsjubileet av hennes födelse.

## Ordnar och övriga titlar
Julianas fullständiga titel och stil som ogift kvinna var: Hennes kungliga höghet prinsessan Juliana Louisa Emma Marie Wilhelmina av Nederländerna, prinsessan av Oranien-Nassau, hertiginnan av Mecklenburg, etc.
Hennes mor utfärdade ett dekret som tillät henne att anta sin makes furstliga titel som seden bjöd, förutsatt att den föregicks av den titel hon hade som medlem av huset Mecklenburg. Dekretet trädde i kraft vid hennes äktenskap och ändrade hennes fullständiga titel och stil till: Hennes kungliga höghet prinsessan Juliana av Nederländerna, prinsessan av Oranien-Nassau, hertiginnan av Mecklenburg, prinsessan av Lippe-Biesterfeld, etc.
Efter sitt trontillträde var Julianas officiella titel: "Hennes majestät, Juliana, drottning av Nederländerna, prinsessa av Oranien-Nassau, hertiginna av Mecklenburg, prinsessa av Lippe-Biesterfeld, etc, etc, etc". Efter hennes abdikation återupptog hon den äktenskapliga titel och stil hon hade haft innan trontillträdet.
Asteroiden 816 Juliana är uppkallad efter henne.

### Utländska ordnar
- Österrike: Storstjärna Österrikiska förtjänstorden[39]
- Danmark: Riddare av Elefantorden, 5 april 1946[40]
- Frankrike: Storkorset av Hederslegionen, april 1933[41]
- Sverige: Riddare av Serafimerorden, 8 april 1946
- Norge: Storkorset av Sankt Olavs orden, 12 april 1946[42]
- Thailand: Riddare av Chakriorden, 6 september 1960[43]
- Storbritannien: Riddare av Strumpebandsorden, 25 mars 1958[44]
- USA: Grand Officer av Legion of Merit[45]

## Barn
1. Beatrix av Nederländerna, född 1938
2. Prinsessan Irene av Nederländerna, född 1939
3. Prinsessan Margriet av Nederländerna, född 1943
4. Prinsessan Christina av Nederländerna (1947–2019)

## Anfäder
|                   |  |  |  |  |  |  |  |                                |  |  |  |  |  |  |  |                                          |  |  |  |  |  |  |  | Paul Fredrik av Mecklenburg-Schwerin |
|                   |  |  |  |  |  |  |  |                                |  |  |  |  |  |  |  |                                          |  |  |  |  |  |  |  |                                      |
|                   |  |  |  |  |  |  |  |                                |  |  |  |  |  |  |  | Fredrik Frans II av Mecklenburg-Schwerin |  |  |  |  |  |  |  |                                      |
|                   |  |  |  |  |  |  |  |                                |  |  |  |  |  |  |  |                                          |  |  |  |  |  |  |  |                                      |
|                   |  |  |  |  |  |  |  |                                |  |  |  |  |  |  |  |                                          |  |  |  |  |  |  |  | Alexandrine av Preussen              |
|                   |  |  |  |  |  |  |  |                                |  |  |  |  |  |  |  |                                          |  |  |  |  |  |  |  |                                      |
|                   |  |  |  |  |  |  |  | Henrik av Mecklenburg-Schwerin |  |  |  |  |  |  |  |                                          |  |  |  |  |  |  |  |                                      |
|                   |  |  |  |  |  |  |  |                                |  |  |  |  |  |  |  |                                          |  |  |  |  |  |  |  |                                      |
|                   |  |  |  |  |  |  |  |                                |  |  |  |  |  |  |  |                                          |  |  |  |  |  |  |  | Adolph av Schwarzburg-Rudolstadt     |
|                   |  |  |  |  |  |  |  |                                |  |  |  |  |  |  |  |                                          |  |  |  |  |  |  |  |                                      |
|                   |  |  |  |  |  |  |  |                                |  |  |  |  |  |  |  | Marie av Schwarzburg-Rudolstadt          |  |  |  |  |  |  |  |                                      |
|                   |  |  |  |  |  |  |  |                                |  |  |  |  |  |  |  |                                          |  |  |  |  |  |  |  |                                      |
|                   |  |  |  |  |  |  |  |                                |  |  |  |  |  |  |  |                                          |  |  |  |  |  |  |  | Mathilde av Schonburg-Waldenburg     |
|                   |  |  |  |  |  |  |  |                                |  |  |  |  |  |  |  |                                          |  |  |  |  |  |  |  |                                      |
| Drottning Juliana |  |  |  |  |  |  |  |                                |  |  |  |  |  |  |  |                                          |  |  |  |  |  |  |  |                                      |
|                   |  |  |  |  |  |  |  |                                |  |  |  |  |  |  |  |                                          |  |  |  |  |  |  |  | Vilhelm II av Nederländerna          |
|                   |  |  |  |  |  |  |  |                                |  |  |  |  |  |  |  |                                          |  |  |  |  |  |  |  |                                      |
|                   |  |  |  |  |  |  |  |                                |  |  |  |  |  |  |  | Vilhelm III av Nederländerna             |  |  |  |  |  |  |  |                                      |
|                   |  |  |  |  |  |  |  |                                |  |  |  |  |  |  |  |                                          |  |  |  |  |  |  |  |                                      |
|                   |  |  |  |  |  |  |  |                                |  |  |  |  |  |  |  |                                          |  |  |  |  |  |  |  | Anna Pavlovna av Ryssland            |
|                   |  |  |  |  |  |  |  |                                |  |  |  |  |  |  |  |                                          |  |  |  |  |  |  |  |                                      |
|                   |  |  |  |  |  |  |  | Vilhelmina av Nederländerna    |  |  |  |  |  |  |  |                                          |  |  |  |  |  |  |  |                                      |
|                   |  |  |  |  |  |  |  |                                |  |  |  |  |  |  |  |                                          |  |  |  |  |  |  |  |                                      |
|                   |  |  |  |  |  |  |  |                                |  |  |  |  |  |  |  |                                          |  |  |  |  |  |  |  | Georg Viktor av Waldeck-Pyrmont      |
|                   |  |  |  |  |  |  |  |                                |  |  |  |  |  |  |  |                                          |  |  |  |  |  |  |  |                                      |
|                   |  |  |  |  |  |  |  |                                |  |  |  |  |  |  |  | Emma av Waldeck-Pyrmont                  |  |  |  |  |  |  |  |                                      |
|                   |  |  |  |  |  |  |  |                                |  |  |  |  |  |  |  |                                          |  |  |  |  |  |  |  |                                      |
|                   |  |  |  |  |  |  |  |                                |  |  |  |  |  |  |  |                                          |  |  |  |  |  |  |  | Helena av Nassau-Weilburg            |
|                   |  |  |  |  |  |  |  |                                |  |  |  |  |  |  |  |                                          |  |  |  |  |  |  |  |                                      |